# Officialato
L'officialato era un'istituzione giudiziaria dei tribunali ecclesiastici, diffusi a partire dall'XI secolo. Rappresentato da un giurista, o da una persona affiancata da giuristi, gli era affidata la giurisdizione vescovile.
L'istituzione di tribunali la cui giurisdizione prevedeva l'officialato si ebbe in Francia, in Inghilterra, Spagna e più tardi nei territori germanici, e fu uno dei viatici, dipendenti dall'affermarsi della procedura romano-canonica, attraverso i quali fu possibile la diffusione del diritto comune in Europa.
L'officialato poteva talvolta essere chiamato in causa per questioni e vertenze anche non direttamente di competenza ecclesiastica (come accadeva di frequente nei territori teutonici). Fu questo uno dei canali per cui in area tedesca, dove il diritto romano non era stato vigente nell'evo antico, lo adottò fino all'epoca delle codificazioni che in Germania, esclusa delle riforme napoleoniche, avvenne solo con l'inizio del XX secolo.